# الطرق السريعة في أستراليا

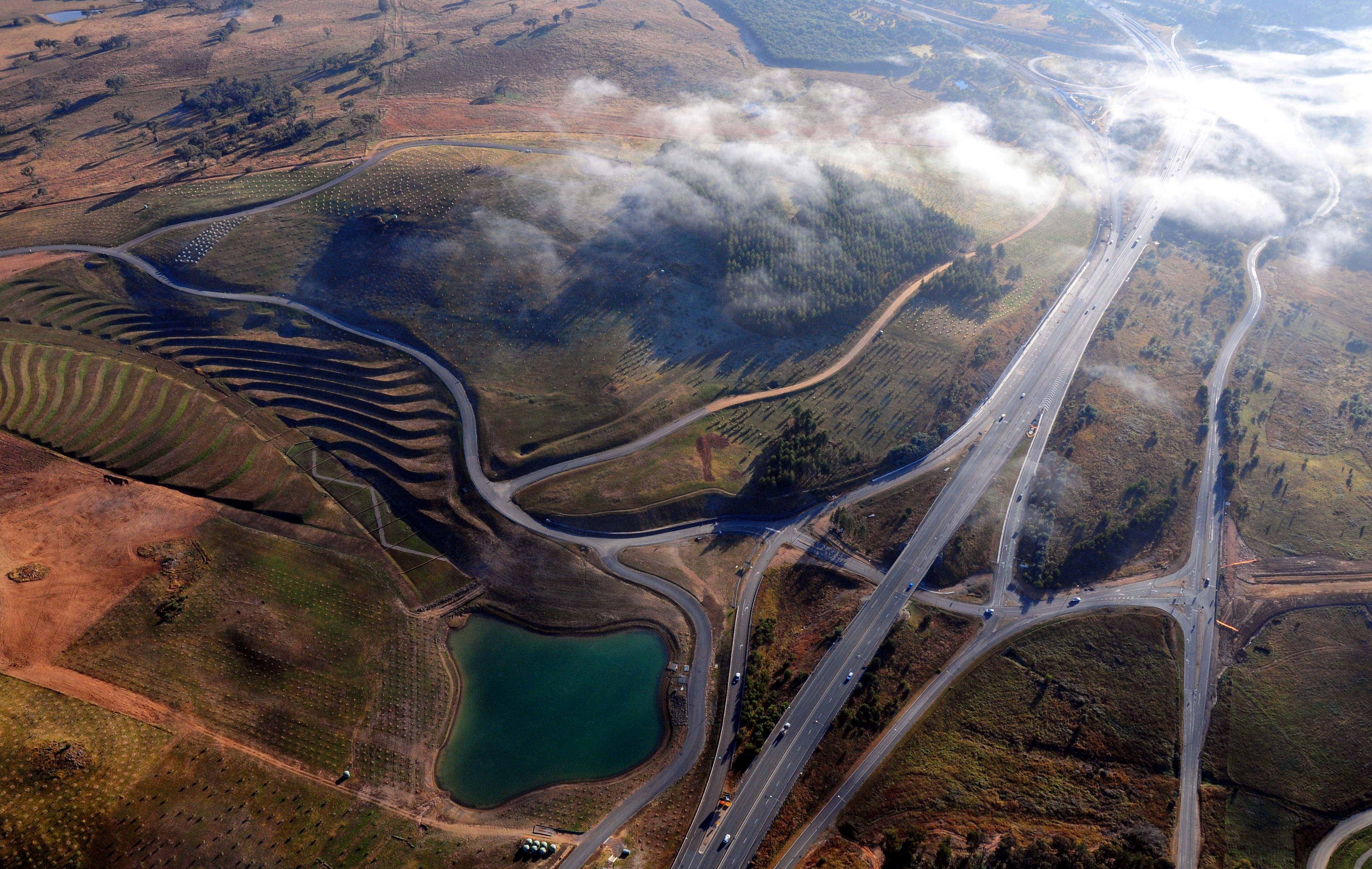
مشهد جوي لإحدى الطرق السريعة في إقليم العاصمة الأسترالية.

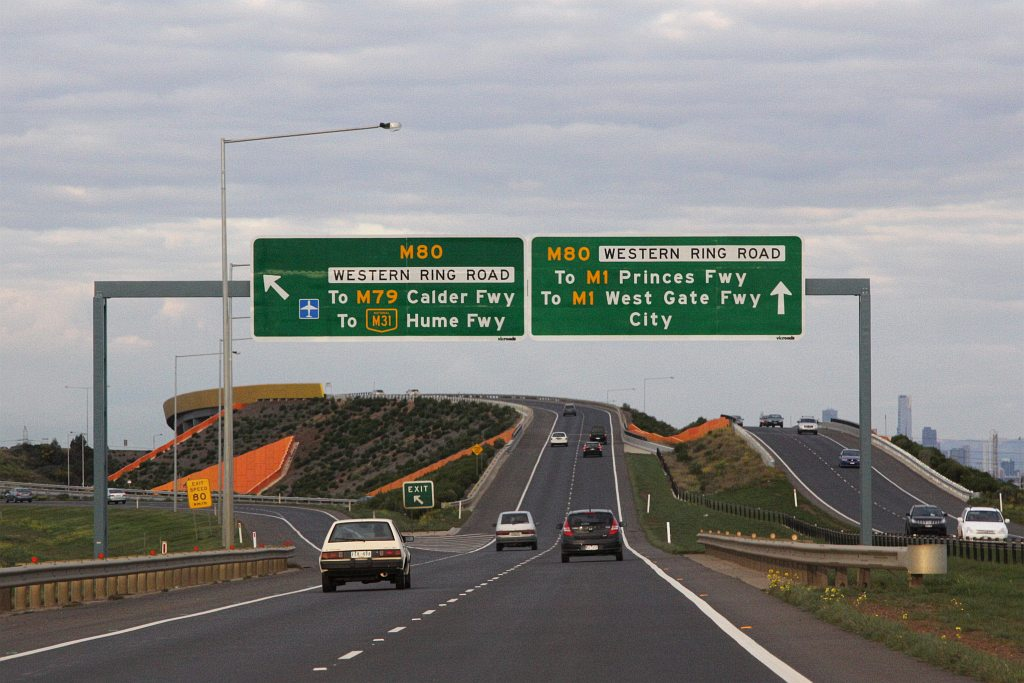
الطريق السريع الغربي في فيكتوريا.

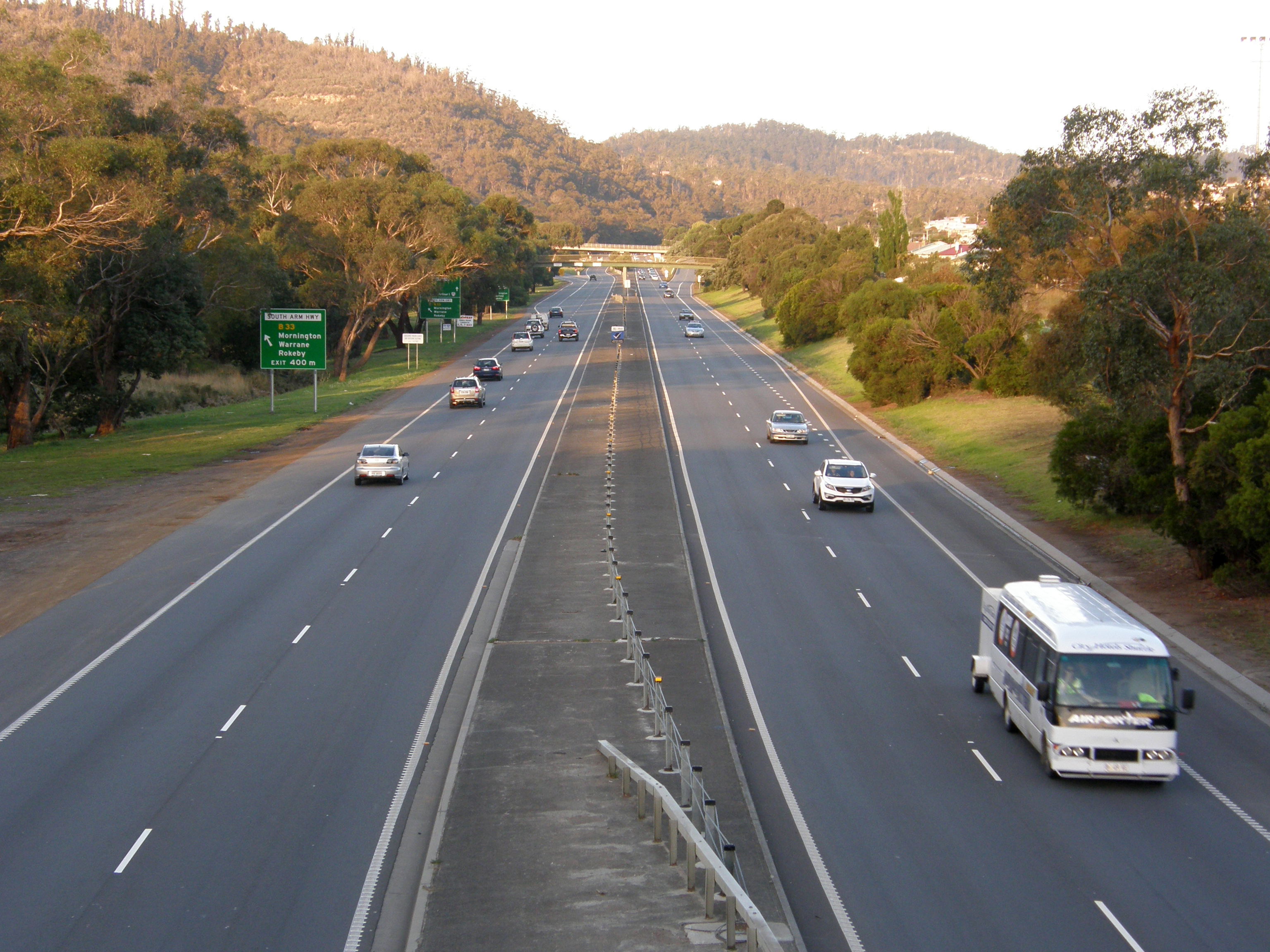
طريق تاسمان السريع في جزيرة تاسمانيا.

تُعدّ الطرق السريعة في أستراليا إجمالًا طرقًا عالية القدرة تتولى إدارتها الأجهزة الحكومية في الولايات والأقاليم، رغم أن الحكومة الاتحادية في أستراليا تساهم في تمويل خطوط الطرق الهامة بين العواصم والمراكز الإقليمية الرئيسية عبر البلاد. كانت الطرق الضيقة التي تستخدمها قبائل الأستراليين الأصليين تلبي الاحتياجات المبكرة للتجارة والسفر قبل الاستيطان الأوروبي. بدأ التشييد الرسمي للطرق في عام 1788، وذلك بعد تأسيس مستعمرة نيو ساوث ويلز، وبحلول عشرينيات القرن التاسع عشر، برزت شبكة من ثلاثة طرق رئيسية عبر المستعمرة. وشُيّدت شبكات طرق مماثلة في المستعمرات الأخرى في أستراليا. عانت برامج تشييد الطرق في أوائل القرن التاسع عشر من نقص التمويل، إذ اعتمدت على الميزانيات الحكومية والقروض والرسوم، في حين ازداد استخدام الطرق بشكل كبير، بسبب حمى الذهب الأسترالية. ولذلك أُنشئت السلطات الحكومية المحلية، وغالبًا ما تُعرف باسم مجالس الطرق، لتكون مسؤولة أساسًا عن تمويل الطرق وصيانتها. شهدت أوائل القرن العشرين استخدامًا متزايد الانتشار للنقل الآلي، وإنشاء سلطات الطرق الرسمية في كل ولاية بين عامي 1913 و 1926. تدير هذه السلطات شبكة الطرق في كل ولاية، وتتولى الدولة السيطرة على الطرق الفرعية الرئيسية وصيانتها، مع بقاء الطرق الأخرى ضمن مسؤولية الحكومات المحلية. شاركت الحكومة الاتحادية في تمويل الطرق في عشرينيات القرن العشرين، إذ وزعت التمويل على الولايات. كان الكساد العظيم الذي ساد في ثلاثينيات القرن العشرين سببًا في إبطاء تمويل شبكة الطرق الرئيسية وتطويرها حتى اندلاع الحرب العالمية الثانية. وحينئذ شكلت طرق الإمداد المؤدية إلى شمال البلاد أهمية بالغة، الأمر الذي أدى إلى بناء الطرق السريعة في باركلي  وستيوارت وآير.
شهدت العقود اللاحقة للحرب تحسينات هامة في شبكة الطرق، بالإضافة إلى تشييد طرق سريعة في المدن، وتعبيد العديد من الطرق السريعة الرئيسية، وتطوير الطرق في شمال كوينزلاند وغرب أستراليا بموجب قوانين منح طرق للماشية، وتحسين الطرق المشتركة بين سيدني وملبورن. في عام 1974، تولت الحكومة الاتحادية مسؤولية تمويل أهم الوصلات البرية بين الولايات والمدن في عواصم الأقاليم، والتي أُعلنت طرقًا سريعة وطنية. كانت بعض أجزاء الطرق نظام الطرق السريعة الوطنية التي يبلغ طولها 16,000 كيلومتر (9,900 ميل) مجرد مسارات ترابية، في حين كانت بعض الأجزاء الأخرى مسالكًا مزدوجة ذات أربع ممرات. حُسنت شبكة الطرق تدريجيًا، وبحلول عام 1989، عُبّدت جميع أجزاء الطرق المرصوفة بالحصى. وفي العقود التالية، عُدّل النظام الوطني للطرق السريعة من خلال وضع التشريعات، وفي نهاية المطاف استُعيض عنه في عام 2005 بشبكة النقل البري الوطنية الأشمل، التي شملت روابطًا بالمراكز التجارية الرئيسية، ومرافق نقل البضائع متعددة الوسائط.
أدخل مؤتمر سلطات الطرق الحكومية أول نظام لتحديد المسارات على الطرق في خمسينيات القرن العشرين، والذي أصبح فيما بعد يُعرف بالرابطة الوطنية لسلطات الطرق الحكومية الأسترالية وأوسترودز لاحقًا. وخُصصت طرق مشتركة رئيسية «والتي تشتمل، حاليًا ومستقبلًا، على الطرق الفرعية الأكثر أهمية للوصلات البرية في جميع أنحاء أستراليا من جميع مناحيها.» ومن المخطط أن تكون أعداد الطرق الشرقية الغربية ذات أعداد زوجية، وأن تزداد من الجنوب إلى الشمال، في حين أن الطرق الشمالية الجنوبية ستكون ذات أعداد فردية، مع زيادة عددها من الشرق إلى الغرب. ويُستثنى من ذلك الطريق الوطني، باعتباره «طريقًا محيطيًا على طول ساحل أستراليا». صُممت أنظمة تحديد المسارات التابعة للدولة لإعانة النظام الوطني في الطرق الإقليمية والطرق الحضرية داخل الولايات. يمكن لكل ولاية اختيار نظام الترقيم الخاص بها، بشرط عدم تكرار أرقام الطريق الوطني وطريق الولاية في نفس الولاية، أو الطرق القريبة في ولاية أخرى. عندما استُحدث نظام الطرق السريعة الوطني، امتلكت الطرق على طول الطريق الوطني أرقامًا مماثلة، ولكن مع علامات طرق مميزة ذات ألوان خضراء وذهبية. بدأ التخطيط لنظام طرق أبجدية رقمية جديد خلال تسعينيات القرن العشرين. واستُحدثت الطرق الأبجدية الرقمية في معظم الولايات والأقاليم في أستراليا، إذ حلت محل الأنظمة السابقة جزئيًا أو كليًا.

## تاريخيًا
لبت طرق الغابات الضيقة الاحتياجات المبكرة للتجارة، إذ استخدمتها قبائل السكان الأصليين الأستراليين قبل الاستيطان الأوروبي. بدأ تشييد الطرق الرسمي في عام 1788، وذلك بعد تأسيس مستعمرة نيو ساوث ويلز. وكانت هذه الطرق أكثر من مجرد مسارات خالية، والتي شُيدت دون إدراج وأنظمة تصريف المياه وتعبيد. لم يكن هناك تخطيط واسع للطرقات على نطاق المنظومة، إذ استُبعدت خطة المدينة المقترحة التي وضعها المساح العام لعام 1788 باعتبارها خطة بالغة السذاجة، غير أن وصول الحاكم ماكواري في عام 1810 أدى إلى تشكيل نظام مخطط للطرق والجسور، قبل استيطان المنطقة الفعلي، ممولًا من أموال الحكومة والاكتتاب العام والرسوم. وبنهاية فترة ولايته في عام 1822، تألفت المستعمرة من شبكة من ثلاثة طرق رئيسية، باعتبار الطريق الغربي الرئيسي أهم حلقة وصل وعبور للجبال الزرقاء من سيدني إلى باثرست. وأنشئت شبكات طرق مماثلة في المستعمرات الأخرى في أستراليا.
عانت برامج تشييد الطرق في أوائل القرن التاسع عشر من نقص التمويل، إذ اعتمدت على الميزانيات الحكومية والقروض والرسوم والاكتتاب العام. وتفاقمت هذه المشكلة بفعل الزيادة الهائلة في استخدام الطرق، نتيجة لحمى الذهب الأسترالية. وبناءً على ذلك، أُنشئت السلطات الحكومية المحلية بوصفها سلطات مسؤولة أساسًا عن تمويل تشييد الطرق وصيانتها. أدى زيادة كم النقل الآلي في أوائل القرن العشرين إلى زيادة هائلة أخرى في مستويات حركة المرور. تأسست سلطات الطرق الحكومية في كل ولاية بين عامي 1913 و 1926. تدير هذه السلطات شبكة الطرق في كل ولاية، وتتولى الدولة السيطرة على الطرق الفرعية الرئيسية وصيانتها، مع بقاء الطرق الأخرى ضمن مسؤولية الحكومات المحلية. ورغم اختلاف التشريعات في كل ولاية، فإن الطرق السريعة شُيّدت إجمالًا كمجموعة فرعية من الطرق التي تسيطر عليها الدولة، والتي كانت أهم خطوط الوصل بين المدن الرئيسية والبلدات والمراكز الإقليمية.
ساهمت الحكومة الاتحادية في تمويل الطرق في عشرينيات القرن العشرين. سُنّ قانون الأشغال العامة في عام 1922، والذي وزع 500,000 دولار على الولايات وفقًا لعدد السكان، بشرط أن تضاهي الولايات التمويل استنادًا على «الدولار مقابل الدولار». وكانت هذه الأموال موجهة خصيصًا نحو صيانة الطرق خارج المدن الكبرى، وتطلبت نفقات الولايات موافقة الحكومة الاتحادية، غير أن الهدف الأساسي من هذا القانون هو خفض البطالة. قدم قانون تطوير الطرق الرئيسية لعام 1923 مليون دولار لتشييد الطرق، ومُوّلت مشاريع طرق محددة بموجب قانون المساعدات الاتحادية للطرق السريعة لعام 1926. أزال قانون المساعدات الاتحادية للطرق السريعة لعام 1931 شروط المواءمة، وكانت أقل صرامة بشأن وسائل إنفاق الأموال نظرًا للظروف الاقتصادية السيئة الناجمة عن الكساد الكبير في ثلاثينيات القرن العشرين. استمرت شروط التمويل كما هي عند هذا المستوى الأدنى حتى عام 1959.
كان الكساد الكبير الذي ساد في ثلاثينيات القرن العشرين سببًا في إبطاء تمويل شبكة الطرق الرئيسية وتطويرها حتى اندلاع الحرب العالمية الثانية. وكانت طرق الإمداد المؤدية إلى شمال البلاد تشكل أهمية بالغة، الأمر الذي أدى إلى بناء الطرق السريعة في باركلي  وستيوارت وآير. بعد أن كانت مسارًا غير سالك في كثير من الأحيان، رُفع مستوى أكثر من 960 كيلومترًا ممتدة من طريق ستيوارت السريع، من تينانت كريك إلى داروين، لتصبح طريقًا سريعًا معبدة صالحة يمكنها مواكبة حركة المرور العسكرية الثقيلة. شُكل طريق آير السريع عبر صحراء نولاربور عن طريق تسوية المواد السطحية.
شهدت العقود اللاحقة للحرب تحسينات هامة في شبكة الطرق، وتشييد طرق سريعة في المدن، وتعبيد العديد من الطرق السريعة الرئيسية، وتطوير الطرق في شمال كوينزلاند وغرب أستراليا بموجب قوانين منح طرق للماشية. ورُفع من مستوى الطرق المشتركة بين سيدنى وملبورن مع أول أربعة ممرات مزدوجة لافتتاح الطريق السريع هيوم في عام 1961، والانتهاء من تعبيد طريق برينسيس السريع بين المدن في عام 1966. أدت التطورات الكبيرة في مجال التعدين في منطقة بيلبارا غربي أستراليا إلى تحسين الطريق السريع الساحلي الشمالي الغربي الممتد من كارنارفون إلى بورت هيدلاند، وهو مشروع يشمل بناء 30 جسرًا خلال عقد من الزمن.
في عام 1974، تولت الحكومة الاتحادية مسؤولية تمويل أهم طرق الوصلات البرية. وبموجب قانون الطرق الوطنية لعام 1974، أُعلنت أهم الطرق بين الولايات والمدن في عواصم الأقاليم طرقًا سريعة وطنية. تمول الحكومة الاتحادية كامل أعمال البناء والصيانة التي تضطلع بها الولايات على هذه الطرق. تفاوتت طبيعة الطرق التي كانت ضمن نظام الطرق السريعة الوطنية بشكل كبير، والبالغ طولها 16,000 كيلومترًا (9,900 ميلًا). إذ لم يكن بعضها أكثر من مجرد مسارات ترابية، في حين كانت بعض الأجزاء الأخرى مسالكًا مزدوجة ذات أربع ممرات. وفي حين كان هناك 12,496 كيلومترًا (7,765 ميلًا) من الطرق المُعبدة، كان هناك أيضا 3,807 كيلومترًا (2,366 ميلًا) من الطرق المرصوفة بالحصى. رُفع مستوى الطريق الوطني السريع تدريجيًا، إذ ارتفعت نسبة الطرق المًعبدة من 73% في أوائل السبعينيات لتصبح 88% بحلول عام 1981. أُنجزت أعمال التعبيد في عام 1989.
في عام 1988، أُعيد تعيين الطريق الوطني السريع بموجب قانون تنمية النقل البري الأسترالي لعام 1988، والذي أُدخل عليه تعديلات مختلفة حتى عام 2003. وحدد قانون عام 1988 فئة «طريق الأهمية الوطنية» التي تمولها الحكومة الاتحادية جزئيًا. أبطل استحداث قانون النقل البري الوطني في عام 2005 تصنيفات الطرق الوطنية السريعة والطرق ذات الأهمية الوطنية، وحلت الشبكة الوطنية للنقل البري محلها. كانت المعايير التي ينبغي إدراجها في الشبكة مماثلة للتشريعات السابقة، إلا أنها توسعت لتشمل روابط بالمراكز التجارية الرئيسية، ومرافق نقل البضائع متعددة الوسائط. حُددت الطرق المشمولة في شبكة النقل البري الوطنية اعتبارًا من عام 2005 رسميًا بموجب قواعد تنظيمية في أكتوبر 2005. ومنذ ذلك الحين، استُبدل قانون النقل البري الوطني بتشريع لاحق في إطار برنامج الحكومة الاتحادية لبناء الأمة، والذي يشمل شبكة النقل البري الوطنية. ما زالت الطرق الوطنية السريعة التي طُوّرت في ظل النظام السابق موسومة كطرق وطنية سريعة على علامات الطرق والإرشاد. ومع ذلك، لا يميز نظام ترقيم المسارات الأبجدية الرقمية الجديد الذي استُحدث في نيو ساوث ويلز وقانون عام2013 بين الطرق السريعة الوطنية السابقة وغيرها من الطرق. وعلى نحو مماثل، واعتبارًا من سبتمبر 2019، ألغت مؤسسة فيكرودز علامات الطريق السريع الوطني لصالح الطرق الاعتيادية.